# Conchidium extinctorium
Conchidium extinctorium là một loài thực vật có hoa trong họ Lan. Loài này được (Lindl.) Y.P.Ng & P.J.Cribb mô tả khoa học đầu tiên năm 2005.